# Protium grandifolium
Protium grandifolium är en tvåhjärtbladig växtart som beskrevs av Adolf Engler. Protium grandifolium ingår i släktet Protium och familjen Burseraceae. Inga underarter finns listade i Catalogue of Life.